# Basjir Aoesjev
Basjir Magometovitsj Aoesjev (Russisch: Башир Магометович Аушев) (Oktjabrskoje (district Prirodni, TsjI ASSR, RSFSR) 7 februari 1944 - Nazran, 13 juni 2009) was een politicus uit Ingoesjetië.
Aoesjev was in de jaren 1990 minister van binnenlandse zaken van de republiek Ingoesjetië. Sinds 2002 was hij vice-premier van Ingoesjetië tijdens het bewind van president Moerat Zjazikov, een voormalig KBG-agent. Hij verliet de regering na de verwijdering van Zjasikov door de federale regering in september 2008.
Aoesjev werd in juni 2009 bij zijn huis doodgeschoten in een reeks aanslagen in de instabiele regio van de Noordelijke Kaukasus.